# Davron Xashimov
Davronbek Rustamovich Xashimov (ur. 24 listopada 1992) – uzbecki piłkarz występujący na pozycji obrońcy w drużynie Lokomotivu Taszkent.

## Kariera klubowa
Xashimov jest wychowankiem klubu Paxtakor Taszkent. Występował tam w seniorskiej drużynie przez 7 sezonów, zdobywając w tym czasie trzykrotnie mistrzostwo Uzbekistanu. Po sezonie 2017 zdecydował się na przejście do Navbahoru Namangan. Zajął wtedy z nimi 3. miejsce w końcowej tabeli rozgrywek. W styczniu 2019 roku został nowym zawodnikiem Lokomotivu Taszkent.

## Kariera reprezentacyjna
Xashimov zadebiutował w reprezentacji Uzbekistanu 15 listopada 2013 roku w wygranym spotkaniu 1-0 z reprezentacją Wietnamu. Znalazł się w kadrze Uzbekistanu na Puchar Azji 2019. Rozegrał na tym turnieju 3 spotkania.
Stan na  2 lutego 2019
| Reprezentacja | Rok     | Mecze | Bramki |
| ------------- | ------- | ----- | ------ |
| Uzbekistan    | 2013    | 2     | 0      |
| Uzbekistan    | 2014    | 2     | 0      |
| Uzbekistan    | 2016    | 8     | 0      |
| Uzbekistan    | 2017    | 5     | 0      |
| Uzbekistan    | 2018    | 2     | 0      |
| Uzbekistan    | 2019    | 3     | 0      |
| Ogólnie       | Ogólnie | 22    | 0      |